# West Bloomfield Pro Indoor USTA Challenger 1996
Il West Bloomfield Pro Indoor USTA Challenger 1996, noto anche come Cadillac Pro Indoor USTA Challenger per motivi di sponsorizzazione, è stato un torneo di tennis facente parte della categoria ATP Challenger Series nell'ambito dell'ATP Challenger Series 1996. Il torneo si è giocato a West Bloomfield negli Stati Uniti dal 1° al 6 aprile 1996 su campi in cemento indoor.

## Vincitori

### Singolare
Grant Stafford ha battuto in finale  Sargis Sargsian con il punteggio di 6–4, 6–2

### Doppio
Rikard Bergh /  Shelby Cannon hanno battuto in finale  David Ekerot /  Stephen Noteboom con il punteggio di 3–6, 6–1, 6–4